# Plethodon petraeus
Plethodon petraeus är en groddjursart som beskrevs av Wynn, Highton och Jacobs 1988. Plethodon petraeus ingår i släktet Plethodon och familjen lunglösa salamandrar. IUCN kategoriserar arten globalt som sårbar. Inga underarter finns listade i Catalogue of Life.